# MMO
MMO ili MMOG (massively multiplayer online game) je online videoigra u kojoj zajedno igra veliki broj igrača, od nekoliko stotina do više tisuća, istovremeno u jednom virtualnom svijetu. Najpoznatiji je podžanr MMORPG.

## Povijest
Prvi MMO su napravili Roy Trubshaw i Richard Bartle 1978., a riječ je o tekstualnoj igri pod nazivom MUD1. Prva 3D grafička MMO igra je bila vojna simulacija zrakoplova zvana Air Warrior iz 1988. godine.
MMO igre stječu popularnost tek u novije vrijeme. Jedna od najpoznatijih MMO igri dvadesetog stoljeća je RuneScape, koji i dan-danas ima aktivnu zajednicu. Agar.io je primjer jednostavne MMO igre te ne zahtjeva preuzimanje, već se može igrati u internetskom pregledniku.